# Parada Tiradentes
A Parada Tiradentes é uma das estações do VLT Carioca, situada na praça Tiradentes, no Rio de Janeiro. A próxima estação, no sentido Praça XV–Praia Formosa, é a Parada Saara e, no sentido contrário, a Parada Colombo.
Inaugurada em 6 de fevereiro de 2017 com a presença do prefeito do Rio, Marcelo Crivella. Durante a primeira semana de funcionamento — como aconteceu com a Linha 1 — não houve cobrança de passagens. Apenas quatro estações entraram em funcionamento na linha 2: Praça XV, Colombo, Tiradentes e Saara.